# Грубна
Гру́бна (укр. Грубна) — село в Сокирянской городской общине Днестровского района Черновицкой области Украины.
Население по переписи 2001 года составляло 1937 человек. Почтовый индекс — 60220. Телефонный код — 3739. Код КОАТУУ — 7324084001.

## История
В письменных источниках впервые упоминается в 1771 году, основано русскими старообрядцами. Находится в 37 км от райцентра Сокиряны и 5 км от станции Вашковцы Львовской железной дороги. Жители с. Грубна внесли свой вклад в победу над фашизмом во время Великой Отечественной войны, приняли активное участие на сбор средств на танковую колону «Советская Буковина», о чём в 1944 году писала газета «Правда». Более, 15 тысяч рублей, сдала Д. С. Игнатьева, от 5 до 10 тысяч внесли Л. Ф. Слепцов, Ф. О. Никифоров и другие. В 1948 году в селе был организован колхоз «800 лет Москвы». В 1956 году хозяйство были участником Всесоюзной сельскохозяйственной выставки в Москве. Около 10 передовиков производства были награждены орденами и медалями СССР и ВДНГ.
До 2020 года входило в Сокирянский район.

## Известные люди
- Никифоров Пётр Афанасьевич (*09.08.1955) — доктор экономических наук, профессор, декан экономического факультета Черновицкого национального университета им. Юрия Федьковича.
- Яблочников Иван Игнатьевич (*03.03.1953) — участник строительства Байкало-Амурской магистрали. Ценой собственной жизни спас людей, направив автомобиль, за рулём которого был, в обрыв.